# Shadows in the Night
| 전문가 평가          | 전문가 평가 |
| 총 점수              | 총 점수     |
| 출처                 | 점수        |
| -------------------- | ----------- |
| AnyDecentMusic?      | 7.9/10      |
| 메타크리틱           | 82/100      |
| 평가 점수            |             |
| 출처                 | 점수        |
| AllMusic             | [ 3 ]       |
| The A.V. Club        | B+          |
| The Daily Telegraph  | [ 5 ]       |
| Entertainment Weekly | B           |
| The Guardian         | [ 7 ]       |
| The Independent      | [ 8 ]       |
| Mojo                 | [ 9 ]       |
| Pitchfork            | 6.2/10      |
| Rolling Stone        | [ 11 ]      |
| Spin                 | 7/10        |

《Shadows in the Night》는 밥 딜런이 2015년 2월 3일 발매한 서른여섯 번째 스튜디오 음반이다. 이 음반은 딜런이 선택한 프랭크 시나트라가 유명하게 만든 전통적인 팝 표준의 커버로 구성되어 있다. 딜런은 이 음반의 의도에 대해 다음과 같이 말했다.
저는 제가 이 노래들을 어떤 식으로든 다뤘다고 생각하지 않아요. 충분히 커버해 놨어요. 묻혔어요, 사실이에요. 저와 제 밴드가 기본적으로 하고 있는 것은 그들을 밝혀내는 것입니다. 무덤에서 꺼내서 밝은 빛으로 데려오는 거죠.

이 음반은 비평가들로부터 찬사를 받았고, 비평가들은 딜런과 그의 밴드의 연주와 편곡뿐만 아니라 이 곡의 선곡을 칭찬했다.이 음반은 영국 음반 차트에서 1위로 데뷔하여 딜런이 영국에서 차트 1위에 오른 가장 나이가 많은 남성 솔로 가수가 되었다. 2016년 그래미 어워드에서 최우수 전통 팝 보컬 앨범 후보에 올랐다.

## 커버 아트
《Shadows in the Night》의 커버 아트는 1960년대 초를 연상시키는 이미지와 디자인을 선보인다. 앞면 커버에는 딜런이 정장 차림으로 사려 깊은 포즈를 취하고 있는 사진이 통합돼 있으며, 1962년 재즈 트럼펫 연주자 프레디 허버드의 블루노트 음반 《Hub-Tones》의 커버를 모방한 세로 막대 디자인 뒤에 그늘로 표현됐다. 뒷면 커버 사진에는 딜런과 정장 차림의 복면 여성이 작은 나이트클럽 테이블에 앉아 7인치 선 레코드 싱글을 바라보고 있는 모습이 담겨 있다. 이들의 등장은 1966년 열린 블랙 앤 화이트 볼에서 프랭크 시나트라와 그의 아내 미아 패로가 참석한 가면 무도회를 연상할 수 있다. 지난 15년간의 많은 딜런 음반들과 마찬가지로, 이 포장재는 최소한의 크레딧과 인쇄된 가사가 없는 것이 특징이다.

## 상업적 성과
이 음반은 영국 음반 차트에서 첫 주에 22,031개가 팔리며 1위로 데뷔했다. 밥 딜런은 당시 73세의 나이로 2016년 폴 사이먼에게 《Stranger to Stranger》로 이 기록을 깨기 전까지 영국에서 차트 1위에 오른 가장 나이가 많은 남성 솔로 가수였다. 딜런은 또한 1963년 《The Freewheelin' Bob Dylan》과 함께 처음으로 차트 1위를 차지하면서 51년 만에 가장 긴 음반 판매 기록을 보유하고 있다.
미국에서는 이 음반이 빌보드 200에서 7위, 빌보드 톱 록 음반 차트에서 1위로 데뷔하여 첫 주에 5만 장이 팔렸다. 2016년 4월 현재 이 음반은 미국에서 15만1000장이 팔렸다.

## 곡 목록
| #   | 제목                             | 작사·작곡                                               | 재생 시간 |
| --- | -------------------------------- | ------------------------------------------------------- | --------- |
| 1.  | 〈I'm a Fool to Want You〉       | 프랭크 시나트라, 잭 울프, 조엘 헤론                     | 4:51      |
| 2.  | 〈The Night We Called It a Day〉 | 맷 데니스, 톰 아데어                                    | 3:24      |
| 3.  | 〈Stay with Me〉                 | 제롬 모로스, 캐롤린 리                                  | 2:56      |
| 4.  | 〈Autumn Leaves〉                | 조셉 코스마, 자크 프레베르 (프랑스어), 조니 머서 (영어) | 3:02      |
| 5.  | 〈Why Try to Change Me Now〉     | 사이 콜먼, 조셉 매카시                                  | 3:38      |
| 6.  | 〈Some Enchanted Evening〉       | 오스카 해머스타인 2세, 리처드 로저스                    | 3:28      |
| 7.  | 〈Full Moon and Empty Arms〉     | 버디 케이, 테드 모스먼, 세르게이 라흐마니노프           | 3:26      |
| 8.  | 〈Where Are You?〉               | 해럴드 애덤슨, 지미 맥휴                                | 3:37      |
| 9.  | 〈What'll I Do〉                 | 어빙 벌린                                               | 3:21      |
| 10. | 〈That Lucky Old Sun〉           | 헤이븐 길레스피, 비즐리 스미스                          | 3:39      |